# William John Eccles
Pour les articles homonymes, voir Eccles.
William John Eccles (7 juillet 1917 - 2 octobre 1998) est un historien canadien, spécialiste du régime français.

## Biographie
Né à Thirsk, dans le Yorkshire anglais, il fit ses études à l'Université McGill et à la Sorbonne de Paris, puis enseigna à l'Université du Manitoba (1953-1957), l'Université de l'Alberta (1957-1963) et l'Université de Toronto (1963-1983). Il mourut à Toronto en 1998.
Ses travaux historiques sur le gouverneur Frontenac et le marquis de Montcalm ont suscité de l'intérêt pour l'histoire de la Nouvelle-France chez les étudiants de langue anglaise. Toutefois, il fut accusé de révisionnisme en raison de ses thèses en forte opposition avec les travaux classiques de Francis Parkman.

## Ouvrages publiés
- Frontenac, The Courtier Governor, 1959
- Canada Under Louis XIV : 1663-1701, 1964
- The Canadian Frontier : 1534-1763, 1969
- Essays on New France, 1987
- France in America, 1990

## Honneurs
- Médaille Tyrrell, 1979